# Phyllanthus anamalayanus
Phyllanthus anamalayanus är en emblikaväxtart som först beskrevs av James Sykes Gamble, och fick sitt nu gällande namn av Grady Linder Webster. Phyllanthus anamalayanus ingår i släktet Phyllanthus och familjen emblikaväxter. IUCN kategoriserar arten globalt som akut hotad. Inga underarter finns listade i Catalogue of Life.